# Ineta Ziemele

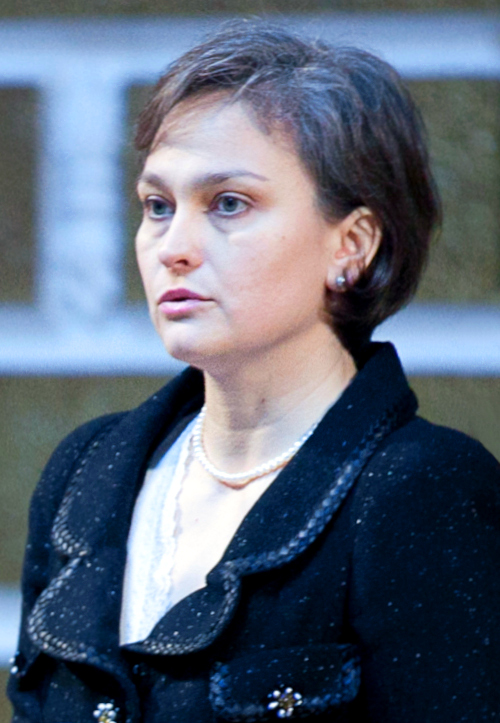
Ineta Ziemele (2012)

Ineta Ziemele (* 12. Februar  1970) ist eine lettische Rechtswissenschaftlerin. Sie ist Professorin für Völkerrecht und Menschenrechte und seit 2015 Richterin am lettischen Verfassungsgericht und seit 2020 Richterin am Europäischen Gerichtshof. Zuvor war sie von 2005 bis 2014 Richterin am Europäischen Gerichtshof für Menschenrechte.

## Ausbildung
1993 absolvierte Ineta Ziemele das Studium der Rechtswissenschaften an der Universität Lettlands, das Aufbaustudium (Politik, amerikanisches Rechtssystem, Europäische Politik und Europarecht) an der Universität Århus (Dänemark). 1994 absolvierte sie das Masterstudium (Master of International Law, M.I.L.) am Raoul Wallenberg Institut der Rechtsfakultät der Universität Lund (Schweden) zum Thema The International Legal Status of the Republic of Latvia. 1997 hatte sie den Forschungsaufenthalt am Max-Planck-Institut für ausländisches öffentliches Recht und Völkerrecht in Heidelberg und 1998 als Fulbright Visiting Scholar an der University of Connecticut Law School sowie der New York University School of Law (Global Law School Programme), Nordic Council of Ministers’ Scholar am Raoul Wallenberg Institut der Universität Lund, (Schweden). 1999 wurde Ineta Ziemele an der englischen Universität Cambridge zum Thema State Continuity and Nationality in the Baltic States: International and Constitutional Law Issues promoviert.

## Tätigkeit
Von 1990 bis 1992 war Ineta Ziemele Mitarbeiterin eines lettischen Parlamentsabgeordneten und von 1992 bis 1995 Beraterin des Ausschusses für Auswärtige Angelegenheiten des lettischen Parlaments. Von 1993 bis 1995 war sie als wissenschaftliche Mitarbeiterin am Institut für Rechtstheorie und politische
Wissenschaft sowie am Institut für Völkerrecht und Seerecht der Universität Lettlands tätig. Sie wurde 1995 Beraterin des lettischen Ministerpräsidenten und 1995–96 UK Foreign and Commonwealth Office Chewening Scholar an der University of Cambridge. 1995–1999 war sie Mitgründerin und Direktorin des Instituts für Menschenrechte an der Juristischen Fakultät der Universität Lettlands, wo sie Völkerrecht, Europarecht und Seerecht lehrte. Sie war dann 1999–2001 bei Generaldirektion Menschenrechte beim Europarat in Straßburg tätig.
Seit 2001 ist sie Gastprofessorin am Raoul Wallenberg Institute of Human Rights and Humanitarian Law, Universität Lund, Söderberg und Professorin für Völkerrecht und Menschenrechte an der Riga Graduate School of Law (RGSL). 2005 wurde sie zur Richterin am Europäischen Gerichtshof für Menschenrechte ernannt. Ende 2014 schied sie auf eigenen Wunsch vorzeitig aus dem Gerichtshof aus, da sie im September desselben Jahres zur Richterin am lettischen Verfassungsgericht gewählt worden war. Im Januar 2015 trat sie dieses Amt an.
Am 6. Oktober 2020 wurde Ineta Ziemele zudem zur Richterin am Europäischen Gerichtshof ernannt.

## Veröffentlichung
- State Continuity and Nationality: The Baltic States and Russia. Past, Present and Future as Defined by International Law , 2005, Brill Academic Publishers, ISBN 90-04-14295-9